# 17555 Kenkennedy
17555 Kenkennedy è un asteroide areosecante. Scoperto nel 1993, presenta un'orbita caratterizzata da un semiasse maggiore pari a 2,3706622 UA e da un'eccentricità di 0,3252982, inclinata di 21,61502° rispetto all'eclittica.